# Грб Вировитичко-подравске жупаније
Грб Вировитичко-подравске жупаније је званични грб хрватске територијалне јединице, Вировитичко-подравска жупанија.
Грб је у садашњем облику усвојен је 27. маја 1994. године.

## Опис грба
Грб Вировитичко-подравске жупаније је грб са црвеном бојом штита, који је на три дела раздељен са двема сребрним гредама које симболизују реке Саву и Драву. У основи је једнак грбу Вировитичке жупаније, којег је царица Марија Терезија доделила жупанији 1746. године.
Гледајући од горе према доле, у сваком од три дела грба налази се по један симбол: златна шестокрака звезда, куна у скоку окренута према десно и косо постављено златно сидро.
Грб је углавном заснован на историјском грбу Краљевине Славоније (куна у трку између двије сребрне греде и шестокрака звезда), али је додато сидро за разликовање, као знак наде и верности.